# Vermeer-Thijs (equipo ciclista)
El equipo Vermeer-Thijs, conocido anteriormente como Mini-Flat, fue un equipo ciclista belga que compitió profesionalmente entre el 1978 y el 1982.
Fue el sucesor del equipo Maes Pils-Mini-Flat y no se tiene que confundir con el equipo Boule d'Or.

## Corredor mejor clasificado en las Grandes Vueltas
| Año  | Giro de Italia | Tour de Francia     | Vuelta a España |
| ---- | -------------- | ------------------- | --------------- |
| 1981 | -              | 11.º Alfons De Wolf | -               |
| 1982 | -              | 31.º Alfons De Wolf | -               |

## Principales resultados
- Gran Premio Jef Scherens: Frans Van Looy (1978)
- Kuurne-Bruselas-Kuurne: Walter Planckaert (1979)
- Circuito de Houtland: Walter Planckaert (1980)
- Halle-Ingooigem: Emile Gijsemans (1979), Frans Van Looy (1980)
- Milán-San Remo: Alfons de Wolf (1981)
- Tres Días de La Panne: Jan Bogaert (1981)
- Omloop Het Nieuwsblad: Alfons De Wolf (1982)

### A las grandes vueltas
- Vuelta a España
  - 0 participaciones
  - 0 victorias de etapa:

- Tour de Francia
  - 2 participaciones (1981, 1982)
  - 2 victorias de etapa:
    - 2 al 1982: Pol Verschuere, Adri van Houwelingen

  - 0 victorias final:
  - 0 clasificaciones secundarias:

- Giro de Italia
  - 0 participaciones
  - 0 victorias de etapa: